# Flytoget BM 71
De BM 71 is een driedelig elektrisch treinstel voor het personenvervoer van de Noorse Flytoget AS.

## Geschiedenis
Het treinstel werd ontworpen en gebouwd voor de Norges Statsbaner (NSB) door Strømmens Værksted in Strømmen (later ADtranz). De treinen hebben geen kantelbaktechniek zoals de zusterserie BM 73. Door de opening van de Luchthaven Oslo Gardermoen werd het wenselijk om op een deels nieuwe spoorlijn snellere treinen in te zetten met meer comfort.
Door de vervoersgroei werden in 2007 bij Bombardier 16 tussenrijtuigen besteld. Deze rijtuigen zouden tussen december 2008 en augustus 2009 geleverd worden. Hierdoor worden de treinen vierdelig.

## Constructie en techniek
Het treinstel is opgebouwd uit een aluminium frame. Het treinstel is uitgerust met luchtvering. Er kunnen tot drie eenheden gekoppeld worden.

## Treindiensten
De treinen worden door Flytoget AS ingezet op het traject:
- RB: Oslo S - Gardermoen
- RB: Drammen - Asker - Sandvika - Lysaker - Skøyen - Nationaltheatret - Oslo S - Lillestrøm - Gardermoen

## Foto's

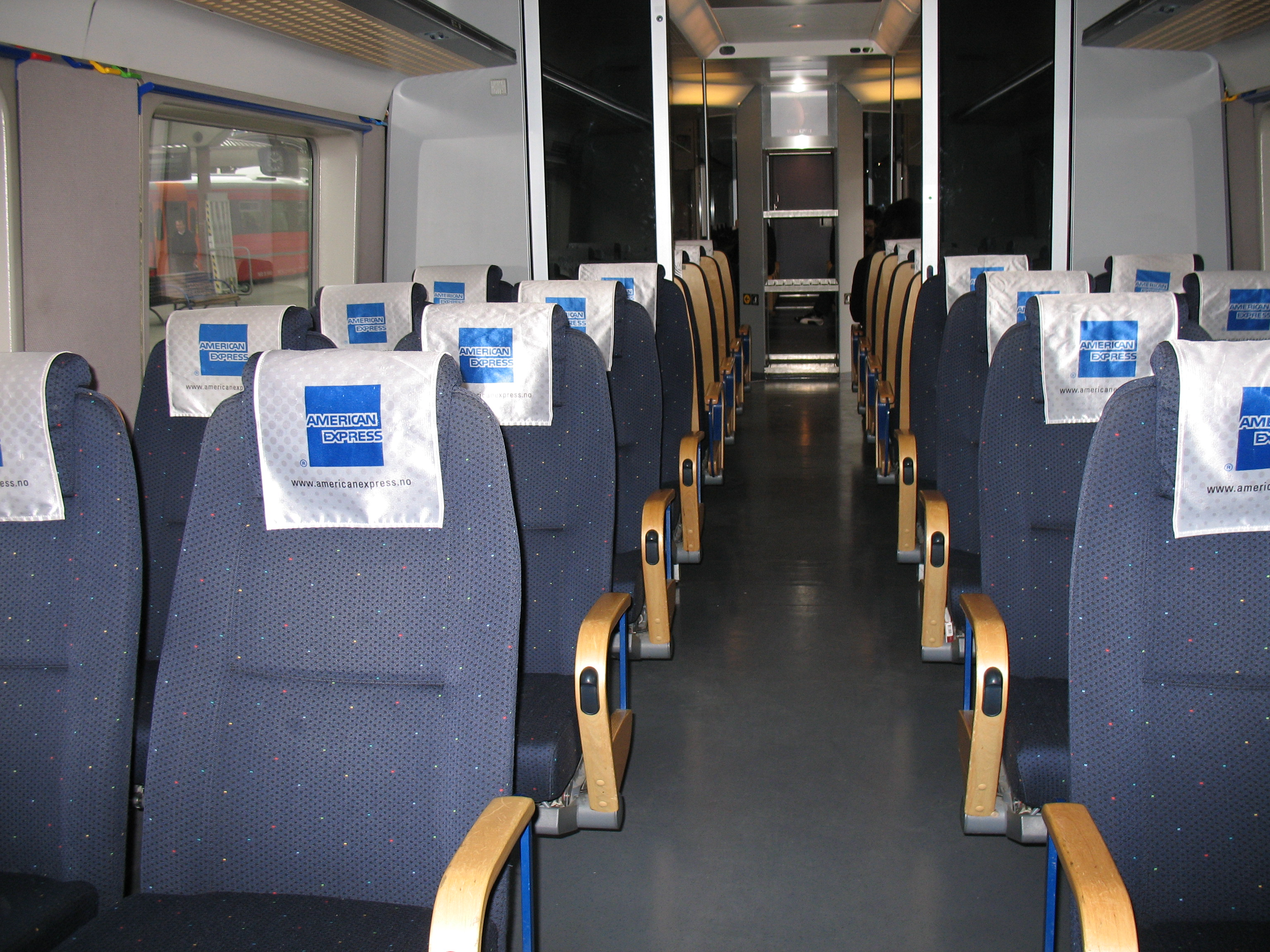
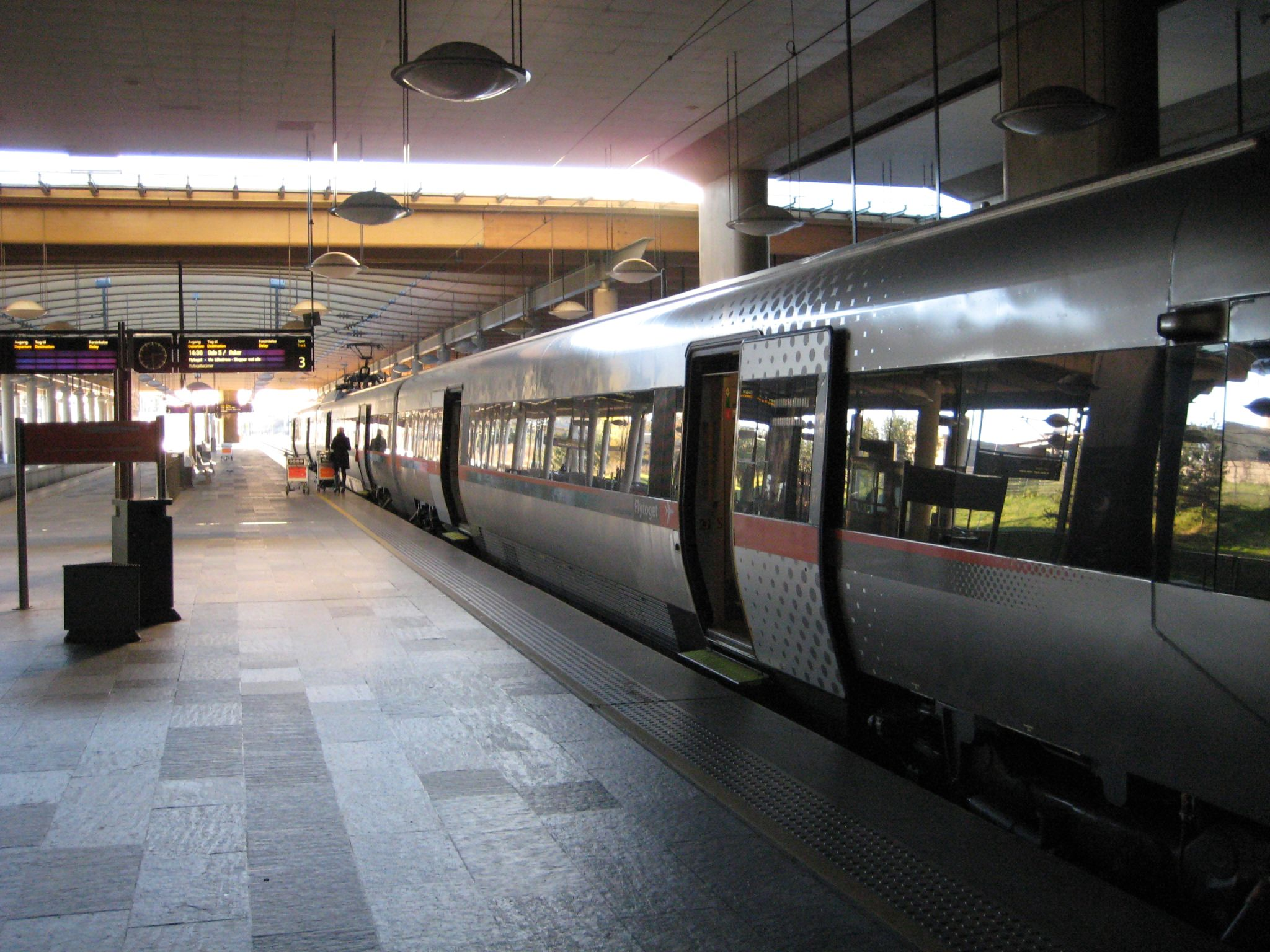
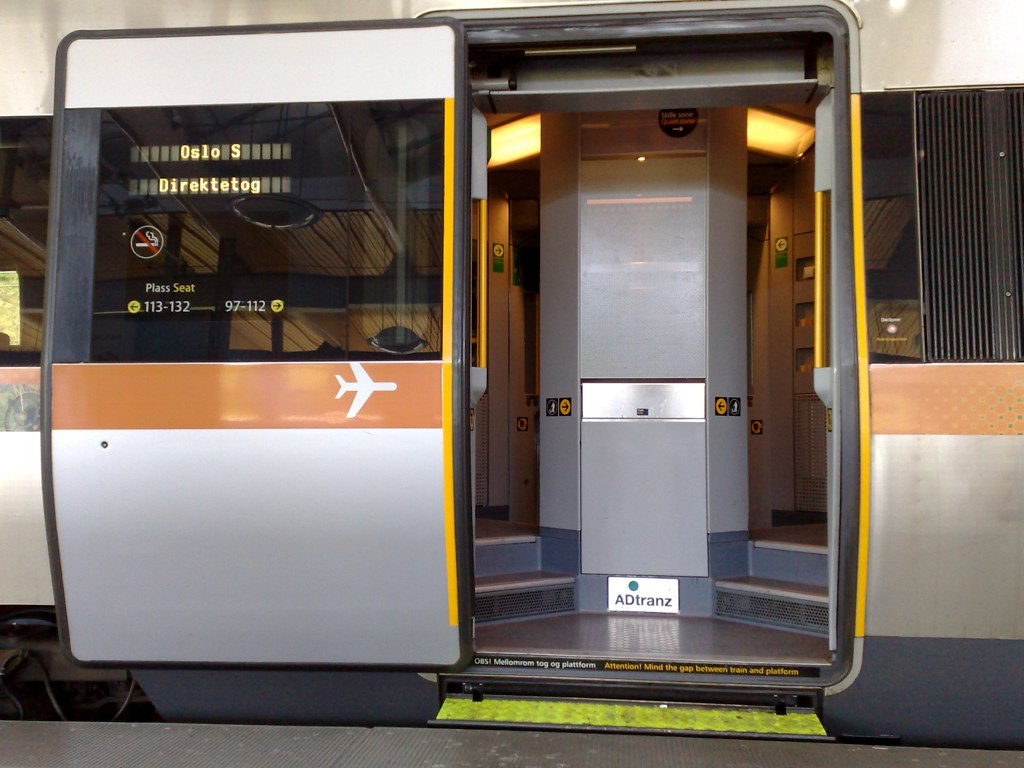